# دمودوکوس

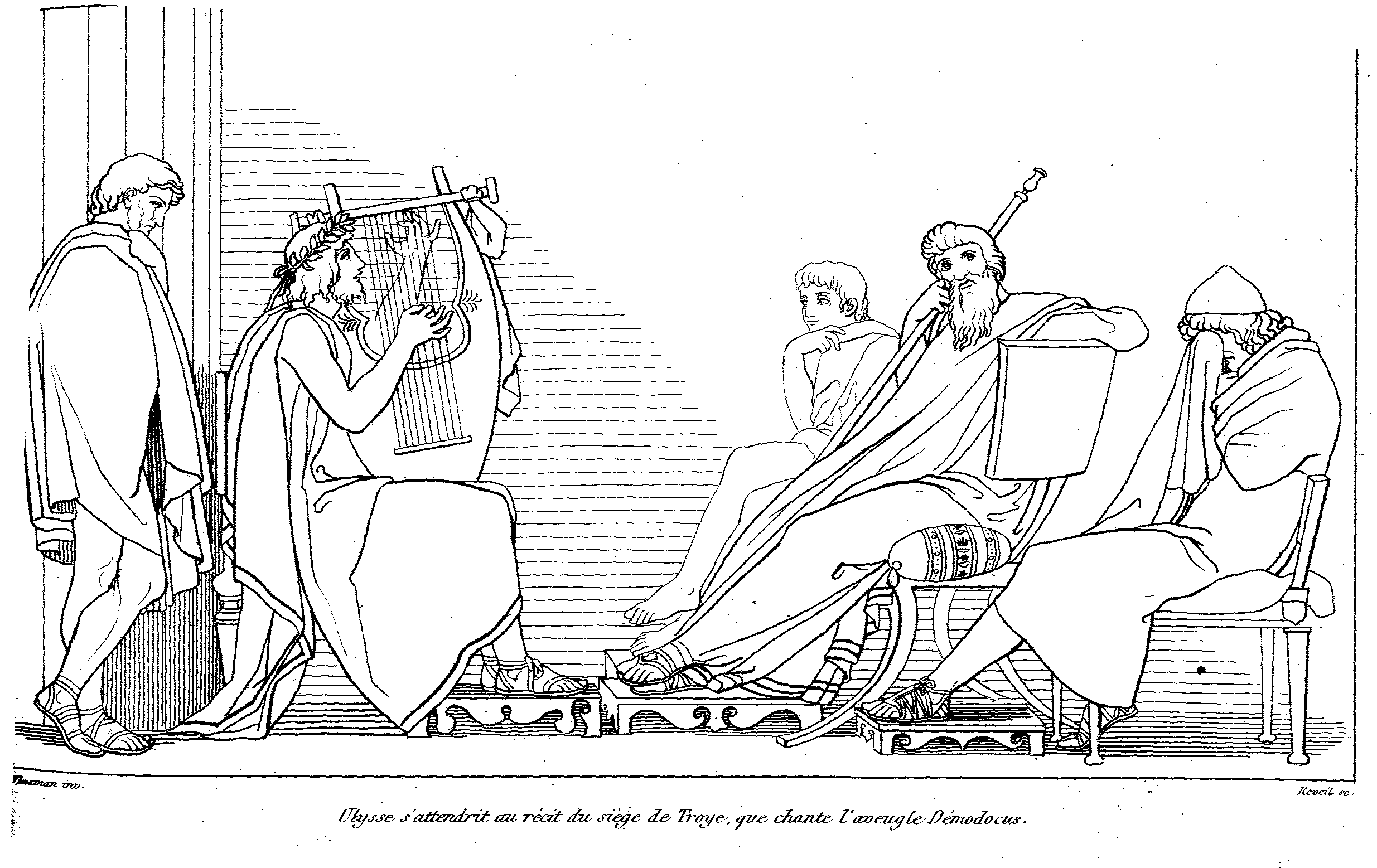
تصویری از اودیسه

دمودوکوس (به انگلیسی: Demodocus) در اسطوره‌های یونان، نوازندهٔ نابینای دربار آلکینوئوس است.
زمانی که اودوسئوس مهمان آلکینوئوس بود، دمودوکوس با خواندن نغمه‌ای درباره سقوط تروا، اودوسئوس را به گریه انداخت.